# 부산대학교 총장 목록
부산대학교 총장은 교무를 통할하고 소속 교직원을 감독하며, 학생을 지도하고 학교를 대표한다.
전국 국립대 유일하게 직선제로 총장을 선출하고 있다. 14대 장혁표 총장 이후 현재 20대 전호환 총장까지 직선제로 선출됐다. 정부 압박으로 간선제를 전환을 두고 갈등이 빚어지는 와중에 2015년 8월 고현철 교수가 직선제 사수를 외치며 투신했다. 2015년 11월 치러진 선거 선거인단은 전체 정규직 교수 1185명(87.4%), 직원 대표 130명(9.6%), 조교 대표 22명(1.6%), 학생 대표 18명(1.3%) 총 1355명으로 구성됐다.
득표수를 명기해 최다득표자 2명을 부산대 본부가 교육부에 총장임용후보자를 추천하며 교육부장관의 제청으로 대통령이 임용한다. 임기는 4년이다. 총장은 공무원으로서 임명이 국무회의 심의사항이며 장관에 준하는 대우를 받는다. 부산지역 의전서열 1위다. 차관급인 부산광역시장, 부산시교육감보다 의전서열이 높다.
초대 윤인구 총장은 1947년 7월 베커 총장 사임 후 종합대학이 와해되자 부산대학장 서리를 지냈고 이후 학장, 총장까지 총 14년을 학교의 대표자로 재임했다. 문홍주, 신기석 총장이 총장을 2회 했다. 직선제 총장 중 연임은 김인세 총장이 유일하다.
| 대수     | 이름           | 임기                |
| -------- | -------------- | ------------------- |
| 초대     | 윤인구(尹仁駒) | 53.11.26 ∼ 60.05.10 |
| 총장서리 | 김상태(金尙泰) | 62.02.12 ∼ 62.03.12 |
| 제2대    | 문홍주(文鴻柱) | 60.12.29 ∼ 62.02.09 |
| 직무대리 | 정일천(鄭壹千) | 62.02.12 ∼ 62.03.12 |
| 제3대    | 김순식(金洵植) | 62.03.13 ∼ 63.03.18 |
| 제4대    | 신기석(申基碩) | 63.03.27 ∼ 67.12.31 |
| 제5대    | 고광만(高光萬) | 68.01.01 ∼ 69.03.19 |
| 제6대    | 신기석(申基碩) | 69.04.01 ~ 73.02.14 |
| 직무대리 | 허종현(許宗炫) | 73.02.15 ~ 73.04.06 |
| 제7대    | 민병구(閔丙久) | 73.04.07 ~ 73.05.02 |
| 제8대    | 윤천주(尹天柱) | 73.05.10 ~ 75.05.26 |
| 제9대    | 허종현(許宗炫) | 75.6.17 ~ 79.6.16   |
| 제10대   | 박기채(朴基采) | 79.06.17 ~ 80.06.27 |
| 제11대   | 문홍주(文鴻柱) | 80.06.30 ~ 83.08.31 |
| 제12대   | 최재훈(崔載勳) | 83.09.01 ~ 87.08.31 |
| 제13대   | 서주실(徐柱實) | 87.09.01 ~ 91.08.31 |
| 제14대   | 장혁표(張赫杓) | 91.09.01 ~ 95.08.31 |
| 제15대   | 윤수인(尹洙仁) | 95.09.01 ~ 99.08.31 |
| 제16대   | 박재윤(朴在潤) | 99.09.01 ~ 03.08.31 |
| 제17대   | 김인세(金仁世) | 03.09.01 ~ 07.08.31 |
| 제18대   | 김인세(金仁世) | 07.09.01 ~ 11.08.31 |
| 직무대행 | 김덕줄(金德茁) | 11.09.01 ~ 12.01.05 |
| 제19대   | 김기섭(金琪燮) | 12.01.06 ~ 15.09.09 |
| 직무대리 | 안홍배(安洪培) | 15.09.10 ~ 16.05.11 |
| 제20대   | 전호환(全虎煥) | 16.05.12 ~ 20.05.11 |
| 제21대   | 차정인(車正仁) | 20.05.12 ~ 24.05.11 |
| 제22대   | 최재원(崔在元) | 24.05.17 ~          |

## 같이 보기
- 부산대학교
- 윤인구
- 고현철